# Cheung Ying
Cheung Ying (張瑛), de son vrai nom Cheung Yat-sang (張溢生, 25 janvier 1919 - 14 décembre 1984), est un réalisateur et acteur hongkongais qui est apparu dans plus de 400 films.
Il s'est marié cinq fois, dont une fois avec l'actrice Kong Duen-yee avec qui il a eu un fils, Sammy Cheung, et une fille.